# 대구광역시의 민속문화재
대구광역시의 민속문화재는 민속문화재 중에서 대구광역시 내에 있는 문화재를 의미한다. 2011년 11월 30일 현재 5건의 민속문화재가 지정되어 있으며, 1건의 민속문화재가 지정해제되었다.

## 지정 목록
| 번호 | 사진 | 명칭                                                            | 소재지                           | 관리자 (단체) | 지정일                                                                   | 참조 |
| 1호  |      | 둔산동경주최씨종가및보본당사당 (屯山洞慶州崔氏宗家및報本堂祠堂) | 대구 동구 옻골로 195-5 (둔산동)  | 최진돈        | 1982년 3월 4일 지정, 2009년 6월 19일 해제, 중요민속문화재 제261호로 승격 |      |
| 2호  |      | 신당동석장승 (新塘洞石長丞)                                     | 대구 달서구 달서대로 675(신당동) | 계명대학교    | 1986년 12월 5일 지정                                                     |      |
| 3호  |      | 남평문씨본리세거지 (南平文氏本里世居地)                         | 대구 달성군 화원읍 인흥3길 16    | 남평문씨문중  | 1995년 5월 12일 지정                                                     |      |
| 4호  |      | 용수동당산 (龍水洞堂山)                                         | 대구 동구 용수동 420             | 동구          | 1995년 5월 12일 지정                                                     |      |
| 5호  |      | 논공 천왕당 (論工天王堂)                                        | 대구 달성군 논공읍 북리3길 2     | .             | 2006년 4월 20일 지정                                                     |      |

## 참고 자료
- 대구광역시 공보
- 대구광역시 고시/공고